# Vatulele Airport
Vatulele Airport är en flygplats i Fiji.   Den ligger i divisionen Västra divisionen, i den sydvästra delen av landet, 90 km väster om huvudstaden Suva. Vatulele Airport ligger 11 meter över havet. Den ligger på ön Vatulele Island.
Terrängen runt Vatulele Airport är mycket platt.  I omgivningarna runt Vatulele Airport växer i huvudsak städsegrön lövskog.